# Jacques Lacarin
Jacques Lacarin, né le 20 août 1912 à Paris et mort le 4 juin 2009 à Vichy (Allier), est un médecin et homme politique français, maire de Vichy de 1967 à 1989 et député de l'Allier de 1986 à 1988.

## Biographie
Jacques Lacarin fait ses études de médecine à Paris, puis s'installe à Vichy où il avait ses attaches familiales.
Il devient maire de Vichy en 1967, à la suite du décès brutal de Pierre Coulon. En 1986, il est élu député de l'Allier dans la 4e circonscription. On lui doit quelques-unes des infrastructures actuelles de la ville. Il fut conseiller régional d'Auvergne de 1974 à 1982.
Il arrive à la tête de la ville à un moment qui n'est pas particulièrement favorable : une grande part de l'activité et de la richesse de Vichy était due à la présence de Français d'outre-mer et des colonies qui y passaient leurs vacances ou suivre une cure ; la décolonisation et la fin de la guerre d'Algérie mettent fin à cette source de prospérité et obligent la ville à s'adapter ; Jacques Lacarin poursuit alors la transformation engagée par Pierre Coulon.
Il fut aussi conseiller général du canton de Vichy-Nord de sa création en 1973 jusqu'en 1994, en étant réélu trois fois de suite  en 1976, en 1982 et en 1988, et a occupé en 1985 le poste de premier vice-président du conseil général.
Il meurt est le 4 juin 2009, à son domicile vichyssois, à l'âge de 96 ans. Ses obsèques ont eu lieu le 8 juin en l'église Saint-Louis de Vichy, suivies de l'inhumation au cimetière de Vichy.

## Hommage
Son nom a été donné au centre hospitalier, à l'initiative du maire de Vichy, Claude Malhuret, par le conseil d'administration du Centre hospitalier le 30 octobre 2009.

## Mandats politiques
- avril 1953 : conseiller municipal de Vichy[2].
- mars 1965 : élu premier adjoint au maire[2].
- 1967-1989 : maire de Vichy.
- 1974-1982 : conseiller régional d'Auvergne[2].
- 1986-1988 : député UDF de la 4e circonscription de l'Allier (VIIIe législature)[5].

### Sources et bibliographie
- Catherine Gréau, « Deux passions, la médecine et Vichy », La Montagne,‎ 5 juin 2009, p. 8. Page tabloïd en noir et blanc.
- « Il a œuvré pendant un quart de siècle », La Montagne,‎ 5 juin 2009, p. 9. 6 illustrations sur page tabloïd en noir et blanc.